# História rural

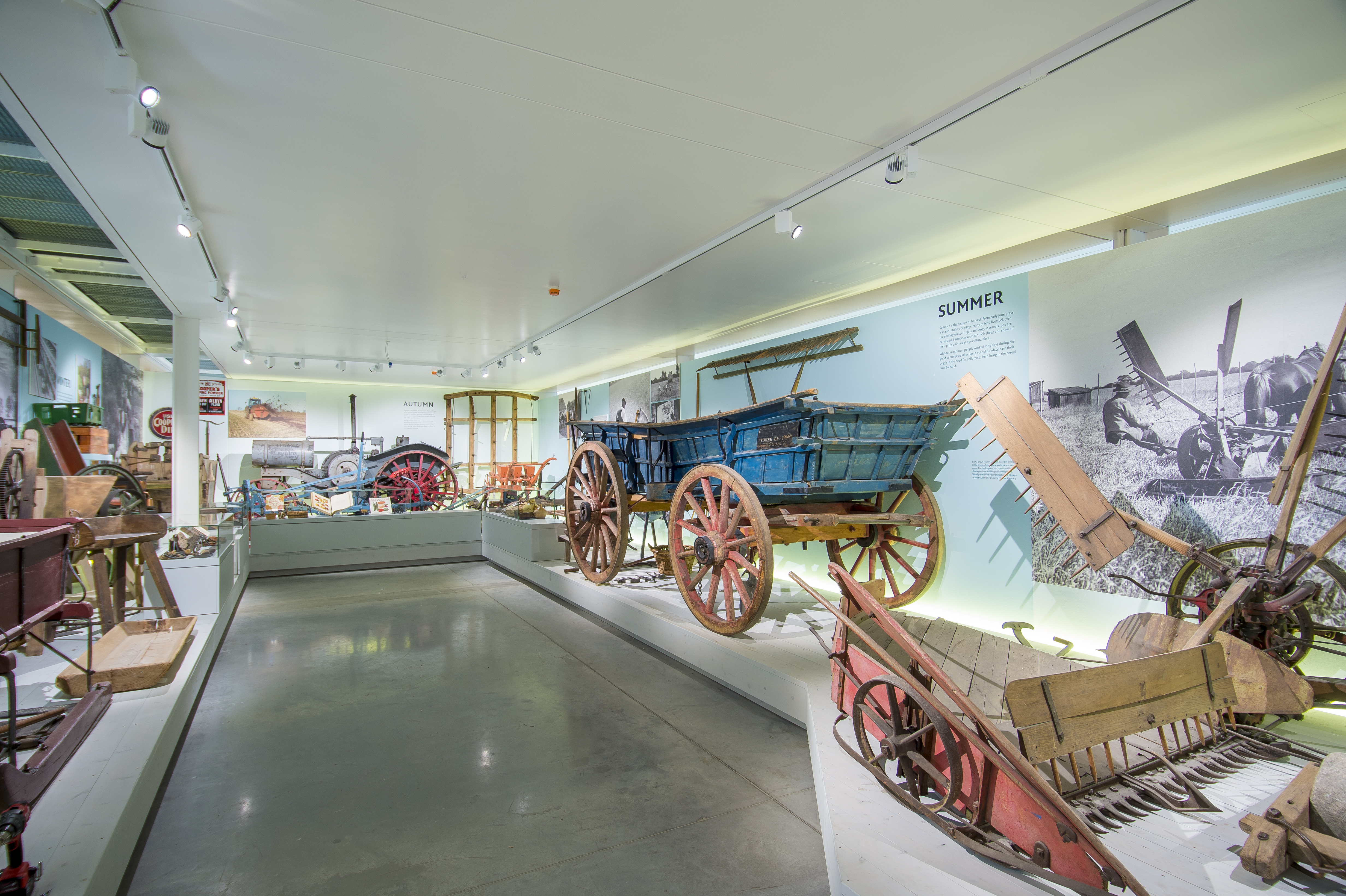
Museu da Vida Rural Inglesa - Enfoque nas principais tarefas e acontecimentos durante o ano agrícola.

Na historiografia, a história rural é um campo de estudo com foco na história das sociedades no meio rural. Em seu início, o campo foi baseado na história econômica da agricultura. Desde a década de 1980, tem sido cada vez mais influenciado pela história social e diverge dos enfoques econômicos e tecnológicos da "história agrícola". Pode ser considerado uma contrapartida à história urbana.  Uma série de revistas acadêmicas e sociedades científicas existem para promover a história rural.

## História
A história rural emergiu como uma disciplina distinta da história agrícola na década de 1980 e foi inspirada na escola francesa dos Annales, que favorecia a integração da história econômica, social e política.